# Eretmocerus silvestrii
Eretmocerus silvestrii är en stekelart som beskrevs av Gerling 1969. Eretmocerus silvestrii ingår i släktet Eretmocerus och familjen växtlussteklar. Inga underarter finns listade i Catalogue of Life.